# Соколовский (Новохопёрский район)
Соколо́вский — посёлок в Новохопёрском районе Воронежской области России.
Входит в состав Коленовского сельского поселения.

## Население
| 2010 |
| ---- |
| 66   |

## Улицы
В посёлке имеется одна улица — Яблоневая.